# 現代に甦った闇の死置人 あなたの怨み晴らします
現代に甦った闇の死置人 あなたの怨み晴らします（げんだいによみがえったやみのしおきにん あなたのうらみはらします）は、2007年1月16日21:00〜22:54に火曜ドラマゴールドで放送されたブラックバラエティー。3話のオムニバスドラマ。通称「闇の死置人」。
※視覚障害者のために副音声放送となっている。平均視聴率は10.1%だった。

## 内容
- 現代版必殺仕置人。みのもんた率いる闇の死置人が法で裁けぬ悪を成敗する。
- 死置人たちの表の顔は、タレントやスポーツ選手などの著名人である。
- 報酬は現金で、依頼人に応じて決める。場合によっては無料で引き受ける事もある。
- 死置人の服装は黒装束が多い（ドラマの中では笑点メンバーとデヴィ夫人を除き、すべて黒装束を着ている）。
- ターゲットが死置された後、偶然にも『午後は○○おもいッきりテレビ』内のニュースコーナー「情報特急便」にて、「ターゲットが変死体として発見された」というニュースが毎回紹介される。

## 死置人のルール
- 依頼を受けたら大門のような調査員がボスに報酬とターゲットを報告。
- ボスが死置人を選択。決定した死置人に報酬とターゲットを告げる。
- ターゲットの死亡を確認し、即座にボスへ報告する。

※報酬の一部が、「アフターケア」と称して被害者のために使われる。場合によっては、みの（及び死置に関わった金持ちな死置人）が匿名で多額の寄付をする事もある。

## 登場人物
- みのもんた

本人役。闇の死置人のボスを務める兼タレント。
時折『午後は○○おもいッきりテレビ』を私物化して依頼人にメッセージを送ったりするが、コメンテーターに不思議がられることもしばしば。
黒人の部下がいる設定。
ちなみに必殺技は「ズバっと鎖ガマ」
本人自身がターゲットを懲らしめないのは、仕事で忙しいから（死置に行こうとするたびに部下に「仕事があるから」と止められる）。
- 中村大門：温水洋一

調査活動が主任務の死置人。
ラジオの投稿が趣味（ラジオネーム『ミスターワカメちゃん』）で、頭髪が10本以上抜けると嫌な事が起こるというジンクスを持つ。普段は朝日が丘交番勤務のお巡りさん。
時折、拳銃を手に自らターゲットに手を下すこともある。
ちなみにアグネス・チャンのファン。
- 吉田照美

本人役。中村大門もよく聴いている架空のラジオ番組『吉田照美のてるてるウォーズ』（周波数が1422kHzのラジオから流れているシーンがあり、RFラジオ日本の番組という設定と思われる）のパーソナリティを務めている。事件に直接絡む事はないが、死置される者にとって不吉なメッセージともとれるトークを暗にする事がたまにある。
- 丸山部長：丸山和也

中村大門の上司。
- ナレーション：久米明、杉本るみ
- 高橋佳代子

おもいッきりテレビのアシスタントでみのと共演。
- 金子茂

おもいッきりテレビの情報特急便を解説。

### 闇の死置人と各自の必殺技
- 笑点メンバー（林家木久蔵（現・林家木久扇）・三遊亭小遊三・山田隆夫）

第1話に登場。
必殺技：地獄の大喜利（仮称）
小遊三・木久蔵両師匠の謎かけに応じて、山田が「うまい、座布団1枚！」と言いつつ、四方に鎌状の刃を仕込んだ座布団を手裏剣のようにターゲットに投げつける技。謎かけの内容は以下の通り。
小遊三「逆恨みするろくでなし野郎とかけて、数字の1・2・3と解く」
木久蔵「その心は」
小遊三「次は、死（4）が待ってるでしょう」
木久蔵「幸せを奪う最低な野郎とかけまして、茹で上がったラーメンと解く」
小遊三「その心は」
木久蔵「Kill you（切る湯）！」
多数の小型座布団に分裂する1投目でターゲットを背後の壁に磔にして動きを封じ、2投目の通常サイズの座布団でとどめを刺す。
※技名に関しては劇中での明言はない。ここでの仮称は、劇中の山田隆夫の台詞より引用した。
- デヴィ夫人

第2話に登場。
必殺技：ハイヒール毒針
ハイヒールに仕込んだ針でターゲットの急所を突く。
※常時使う技ではないとは思われるが、張り手3連発によってターゲットの首を180度回転させる形で頸椎を捻り折る技も披露している。
- ジェロム・レ・バンナ

第3話に登場。
必殺技：左ストレート
怒りで真っ赤に燃え上がる左ストレートでターゲットの顔面を殴り飛ばして首を180度回転させる形で頸椎を捻り折り、その勢いで近くの建造物などにピンボールの球のように跳ね回らせて、全身を複雑骨折させ絶命させる。
- アグネス・チャン

第1話と第2話の幕間に登場。
必殺技：♪丘の上頭突き100連発
自身のヒット曲「ひなげしの花」に併せて、ターゲットが死ぬまで頭突きの連打を食らわせる。
- タカアンドトシ

第2話と第3話の幕間に登場。
必殺技：欧米か！ファイヤー
ターゲットを二人の間に立たせ、自身のネタである「欧米か！」のツッコミでターゲットをどんどん地面にめり込ませる。
大門曰く「それはもうひどい殺し方」。

## 第1話『見えない殺人者』

### キャスト
- 被害者

田崎宏介（一流商社の人事部長）：宅麻伸
- 依頼人

田崎渚（宏介の娘・高校生）：星井七瀬
田崎恵子（宏介の妻）：岩本千春
- ターゲット

高山圭吾（宏介の勤務先の元社員）：入江雅人
- 死置人

笑点メンバー（林家木久蔵、三遊亭小遊三、山田隆夫）

## 第2話『医療ミス』

### キャスト
- 被害者

橋本誠一（健斉会病院外科医）：大浦龍宇一
橋本里奈（誠一の娘）：佐々木麻緒
- 依頼人

橋本太一（誠一の息子）：小杉彩人
柴田明日香（元健斉会病院看護師）：さくら
- ターゲット

伊原政臣（健斉会病院外科部長）：峰岸徹
- 死置人

デヴィ夫人

## 第3話『少年犯罪』

### キャスト
- 被害者

吉岡正雄（教師）：井田國彦
吉岡ひかり（正雄の娘）：石井めぐる
- 依頼人

吉岡美幸（正雄の妻）：藤吉久美子
- ターゲット

飯島義春（チンピラ少年）：遠藤雄弥
- 死置人

ジェロム・レ・バンナ

## その他キャスト
- 冒頭部ターゲット：加賀谷圭
- 杉原杏璃、村松利史、木阪佳史、市川葵、たきぐちゆうこ、桐島優介、伊藤幸純、猪狩賢二、青柳尊哉、島根さだよし、岡安泰樹、谷津勲、岡崎宏　ほか

## オールスタッフ
- 制作：日本テレビ
- プロデュース：佐藤敦、池田健司、高松明央、北條とも子、大垣一穂
- 協力プロデューサー：松岡至、鈴木雅人、岡田泰三、千野克彦
- 総合演出：高橋利之
- 脚本：石原健次（第1話）、山名宏和（第2話）、佐倉一郎（第3話）
- 監督：木下仁志（第1話）、田島与真（第2話）、西原信行（第3話）
- 構成：藤澤学、杉山奈緒子
- 仕置人CG:幻生社
- 仕置人テーマソング:斉藤英夫
- 美術協力：日テレアート
- 編集・MA：スタジオヴェルト
- 制作協力：ジッピープロダクション、ザ・ワークス
- 製作著作：いまじん